# Hrabstwo Ottawa (Ohio)
Hrabstwo Ottawa (ang. Ottawa County) – hrabstwo w stanie Ohio w Stanach Zjednoczonych. Obszar całkowity hrabstwa obejmuje powierzchnię 585,12 mil2 (1 515,46 km²). Według danych z 2010 r. hrabstwo miało 41 428 mieszkańców. Hrabstwo powstało 6 marca 1840 roku, a jego nazwa pochodzi od indiańskiego plemienia Ottawów, którzy zamieszkiwali te tereny lub od indiańskiego słowa oznaczającego handlowca.

## Sąsiednie hrabstwa
- Hrabstwo Erie (południowy wschód)
- Hrabstwo Sandusky (południe)
- Hrabstwo Wood (zachód)
- Hrabstwo Lucas (północny zachód)

Na północy hrabstwo graniczy na Jeziorze Erie z kanadyjskim hrabstwem Essex

## Miasta
- Port Clinton

## Wioski
- Clay Center
- Elmore
- Genoa
- Marblehead
- Oak Harbor
- Put-in-Bay
- Rocky Ridge

## CDP
- Lakeside
- Williston